# Randy Martens
R.O. (Randy) Martens (Drachten, 13 december 1987) is een Nederlands politicus voor de Partij van de Arbeid (PvdA). Hij is sinds 13 juni 2023 lid van de Eerste Kamer der Staten-Generaal.

## Levensloop
Martens groeide op in Friesland en deed zijn middelbare school op het Drachtster Lyceum. Hierna studeerde algemene economie aan de Rijksuniversiteit Groningen. Daarna heeft hij op verschillende ministeries gewerkt als econoom en als lobbyist voor de volkshuisvesting bij Aedes.
Zijn politieke carrière begon binnen de Jonge Socialisten (JS), de jongerenorganisatie van de PvdA. In maart 2006 werd hij penningmeester van deze organisatie. Na de gemeenteraadsverkiezingen van 2010 werd hij lid van de gemeenteraad van Groningen. Hij viel in zijn raadsperiode op toen hij tijdens een bestuurscrisis binnen de PvdA Groningen in 2012 het opnam voor wethouder Elly Pastoor, die gedwongen moest vertrekken na een rapport van de Drentse Commissaris van de Koningin Jacques Tichelaar over misstanden binnen de partijafdeling. Dit werd bij het bestuur niet in dank afgenomen, en volgens Martens waren de vriendschappelijke verhoudingen binnen de partij tijdens de ruzie ver te zoeken. In september 2013 verliet hij de gemeenteraad omdat hij een baan had gekregen bij het ministerie van Financiën in Den Haag.
Vanaf februari 2014 was Martens enige tijd lid van het landelijk partijbestuur van de PvdA. Ook werkte hij in 2019 mee aan de publicatie Niet ingrijpen op de woningmarkt is geen optie van de Wiardi Beckman Stichting, het wetenschappelijk bureau van de PvdA. Op 13 juni 2023 werd Martens na zijn verkiezing beëdigd als lid van de Eerste Kamer der Staten-Generaal.
Sinds 1 augustus 2021 is hij werkzaam bij de provincie Groningen. Tot augustus 2023 was hij daar kabinetschef van de Commissaris van de Koning. Sindsdien is hij programmamanager talentontwikkeling.

## Trivia
- Sinds 2017 host Martens zijn podcast Studio Tegengif, met als onderwerpen de economie, politiek en publieke sector.